# Нарцисс и Златоуст
Нарцисс и Златоуст (нем. Narziß und Goldmund, также «Нарцисс и Гольдмунд») — философский роман Германа Гессе, относящийся к позднему периоду его творчества. В его основе лежит столкновение рационального и эмоционального путей в понимании мира, переданное в стилизации под средневековый роман. Обе противоположности изображены в двух главных персонажах, которые разными путями идут к обретению мудрости. Роман впервые был издан в 1930 году в издательстве S. Fischer Verlag.

## Содержание романа
Германия эпохи Ренессанса. Императорский чиновник отдает в монастырь в ученики своего сына Златоуста. Юноша так и не находит друзей среди сверстников, но послушник Нарцисс, преподающий в монастыре греческий, чувствует к Златоусту интерес. 
Нарцисс — духовная и возвышенная личность. В Златоусте Нарцисса привлекает тайна его детства и характера — он остро чувствует нечто гнетущее, скрытое в памяти мальчика. Они проникаются симпатией друг к другу, много времени проводят вместе. В одной из бесед Нарцисс пробуждает в Златоусте забытый им образ матери, возвращение которого потрясает мальчика. Он оставляет идею стать послушником и уходит из монастыря.
Златоуст отправляется в странствие. Лишенный какой бы то ни было цели, он наслаждается своей свободой. В любовных похождениях в это время он тоже свободен от какой-либо привязанности. Ненадолго он задерживается только в замке рыцаря, где добивается любви его дочери Лидии. За связь с ней рыцарь прогоняет его. Позже он встречает попутчика Виктора, но тот пытается ограбить его и оказывается убит Златоустом. После этого он понимает, что продолжение бродячей жизни только толкнет его на новые грехи.
Златоуст находит приют в монастыре, где на мессе видит статую Божией Матери, которая производит на него впечатление своим видом. Он узнает имя мастера, который сделал её, и отправляется к нему. Встретившись с ним, Златоуст выражает желание быть у него учеником. Мастер соглашается, видя в его рисунках задатки таланта. Мастер по имени Никлаус — талантливый и одаренный человек, однако торгует своим талантом и живет, несмотря на своё творчество, серой и скучной жизнью. Златоуст учится у него и в конце концов создает свою статую апостола Иоанна, за которую получает от своего учителя звание мастера. Он узнает, что Никлаус строит на него планы — он хочет оставить на него свою мастерскую, выдав за него замуж свою дочь Лизбет. Златоуст отказывается и уходит.
Во время одного из своих путешествй он проходит через земли, пораженные эпидемией чумы. Он берет с собой девушку по имени Лене, чтобы спасти её от болезни. Они строят дом и селятся вдалеке от зараженных сел. Лене вскоре заболевает и умирает, Златоуст сжигает дом и идет дальше. Он возвращается в город, где когда-то учился у мастера Никлауса и узнает, что тот уже умер, а его дочь осталась изуродованна болезнью. В том же городе он попадает в темницу, откуда его вызволяет Нарцисс. За прошедшее время он принял монашеский постриг под именем Иоанн и стал настоятелем того монастыря, в котором они встретились. Златоуст возвращается в монастырь. Там он некоторое время живет и работает, создавая в числе последних ещё одну статую Божией Матери. Закончив её, он предпринимает последнее путешествие, из которого возвращается уже смертельно больным. Нарцисс остается у постели умирающего.

## Тематика
В этом романе заметно влияние теорий Фридриха Ницше и его идей «аполонического и дионисического» духов. Индивидуалистский «аполонический» характер Нарцисса противопоставляется страстной и непостоянной натуре Златоуста. Как в сочинении Ницше «Рождение трагедии», Гессе завершает противопоставление, делая Златоуста художником и странником, а Нарцисса наделяя стойкостью и сдержанностью, и вместе с тем подчеркивая гармонию их отношений. Как и большинство работ Гессе, главной темой этой книги является поиск и познание самого себя, а также юнгианское объединение полярных противоположностей. Златоуст представляет искусство и природу и «женский» ум, в то время как Нарцисс — науку, логику, Бога, «мужской ум». Эти «женские» и «мужские» качества взяты из архетипической структуры Юнга, и напоминают некоторые из ранних работ Гессе, особенно «Демиан».

## Факты
- В переводах Г. Барышниковой и Р. Эйвадиса имя второго героя не переведено, и роман имеет название «Нарцисс и Гольдмунд».
- Имя «Златоуст» — отсылка к Иоанну Златоусту. Нарцисс — персонаж греческой мифологии. Имя Нарцисса после пострига отсылает к апостолу Иоанну, тому самому, образ которого Златоуст соединил с обликом друга в своей скульптуре.

## В культуре
Роман стал основой для песни американской группы Kansas «Journey from Mariabronn».
Роман был экранизирован в 2020 году под названием «Нарцисс и Златоуст»